# Canthon smaragdulus
Canthon smaragdulus – gatunek chrząszcza z rodziny poświętnikowatych i podrodziny Scarabaeinae.

## Taksonomia
Takson ten opisany został po raz pierwszy w 1781 roku przez Johana Christiana Fabriciusa pod nazwą Scarabaeus smaragdulus. W 1801 roku Fabricius przeniósł go do rodzaju Ateuchus. W 1838 roku Gaspard Auguste Brullé umieścił go w rodzaju Coprobius. W rodzaju Canthon umieszczony został w 1846 roku przez Charlesa É. Blancharda. W 1956 roku Francisco Silvério Pereira i Antonia Martíneza sklasyfikowali go w rodzaju Goniocanthon, któremu potem obniżono rangę do podrodzaju Canthon (Goniocanthon).
W obrębie omawianego gatunku wyróżnia się dwa podgatunki:
- Canthon (Goniocanthon) smaragdulus smaragdulus (Fabricius, 1781)
- Canthon (Goniocanthon) smaragdulus subviridis Schmidt, 1922

Ten drugi opisany został w 1922 roku przez Adolfa Schmidta jako odmiana w obrębie Canthon speculifer. Status podgatunku zyskał za sprawą Luisa Gabriela de O.A. Nunesa, Rafaela V. Nunesa i Fernanda Z. Vaz-de-Mello w 2018 roku.

## Morfologia
Chrząszcz o ciele długości od 9 do 14 mm i szerokości od 6 do 9 mm, u podgatunku nominatywnego ubarwionym w całości metalicznie niebiesko, a u C. s. subviridis w całości metalicznie zielono. Głowa ma gładkie czoło, zaznaczone szwy nadustkowo-policzkowe oraz nadustek z dwoma u szczytu zaokrąglonymi i porośniętymi cienkimi szczecinkami ząbkami oddzielonymi U-kształtnym wykrojeniem. Przedplecze jest wysklepione, gładkie, pozbawione mikrorzeźby, o ostrych kątach przednich i tylnych oraz z półokrągłymi wykrojeniami krawędzi tylnej przy kątach. Pokrywy mają płaskie międzyrzędy i słabo wgłębione rzędy, z których ósmy ma w nasadowej ⅓ żeberko. Na szagrynowanym hypomeronie brak jest poprzecznego kila. Zapiersie ma silnie sklepiony płat przedni. Odnóża przedniej pary mają golenie z trzema ząbkami, bo bokach których leżą dwie kępki grzbietowych włosków, dystalnym ząbkiem na powierzchni brzusznej oraz ściętą, szerszą niż dłuższą, na szczycie podzieloną U-kształtnym wykrojeniem na dwa kolce ostrogą. Odnóża par pozostałych mają krętarze z kępką włosków przy stawie krętarzowo-udowym oraz uda i golenie o całkiem gładkich powierzchniach brzusznych. Wypukłe pygidium oddzielone jest u podstawy linią od propygidium. Genitalia samca mają w widoku bocznym spłaszczone, na szczycie ścięte z zaokrąglonym kątem górnym i kolcowatym lub ząbkowanym kątem dolnym, a w widoku grzbietowym na szczycie zaokrąglone paramery. Edeagus ma w endofallusie niepodzielony, półokrągły z szerokim wykrojeniem skleryt peryferyjny medialny, skleryt peryferyjny frontolateralny formujący ze sklerytem osiowym kompleks o centralnym kanaliku i kolcowatym wierzchołku, a skleryt podosiowy położony bocznie względem tego kompleksu.

## Ekologia i występowanie
Owad ten zasiedla lasy deszczowe formacji Mata Atlântica.
Gatunek neotropikalny. Podgatunek nominatywny znany jest z brazylijskich stanów Mato Grosso do Sul, Paraná, São Paulo, Rio de Janeiro i Santa Catarina oraz paragwajskiego departamentu Guairá i argentyńskiej prowincji Misiones. Podgatunek C. s. subviridis podawany jest z brazylijskich stanów Alagoas, Bahia, Ceará, Espírito Santo, Minas Gerais i Rio de Janeiro.